# South Roxana
South Roxana és una població dels Estats Units a l'estat d'Illinois. Segons el cens del 2000 tenia 1.888 habitants.

## Demografia
Segons el cens del 2000, South Roxana tenia 1.888 habitants, 707 habitatges, i 518 famílies. La densitat de població era de 458,5 habitants/km².
Dels 707 habitatges en un 38% hi vivien nens de menys de 18 anys, en un 53,2% hi vivien parelles casades, en un 15,3% dones solteres, i en un 26,6% no eren unitats familiars. En el 20,1% dels habitatges hi vivien persones soles el 8,5% de les quals corresponia a persones de 65 anys o més que vivien soles. El nombre mitjà de persones vivint en cada habitatge era de 2,67 i el nombre mitjà de persones que vivien en cada família era de 3,08.
Per edats la població es repartia de la següent manera: un 28,8% tenia menys de 18 anys, un 8,8% entre 18 i 24, un 30,6% entre 25 i 44, un 21,6% de 45 a 60 i un 10,3% 65 anys o més.
L'edat mediana era de 34 anys. Per cada 100 dones de 18 o més anys hi havia 94,5 homes.
La renda mediana per habitatge era de 33.295 $ i la renda mediana per família de 37.344 $. Els homes tenien una renda mediana de 34.712 $ mentre que les dones 21.552 $. La renda per capita de la població era de 14.938 $. Aproximadament el 17,4% de les famílies i el 19,8% de la població estaven per davall del llindar de pobresa.

## Poblacions més properes
El següent diagrama mostra les poblacions més properes.